# Ганьепен, Франсуа
Франсуа Ганьепен (фр. François Gagnepain; 23 сентября 1866, Raveau — 25 января 1952, Канны) — французский ботаник.

## Биография
Франсуа Ганьепен родился 23 сентября 1866 года.
Занимался изучением флоры Китая и Франции. Франсуа Ганепен внёс значительный вклад в ботанику, описав множество видов семенных растений. Был директором Национального музея естественной истории в Париже. Франсуа Ганьепен умер 20 января 1952 года.

## Научная деятельность
Франсуа Ганьепен специализировался на семенных растениях.